# Гленн Янгкін
Гленн Аллен Янгкін (англ. Glenn Allen Youngkin; нар. 9 грудня 1966, Ричмонд, Вірджинія) — американський бізнесмен і політик, губернатор Вірджинії з 15 січня 2022 року. Член Республіканської партії, Янгкін переміг колишнього губернатора-демократа Террі Мак-Оліффа на виборах губернатора Вірджинії 2021 року. До того як прийти в політику, він провів 25 років у приватній інвестиційній компанії Carlyle Group, де він став одним із генеральних директорів 2018 року. Янгкін вийшов вз Carlyle Group у вересні 2020 року і в січні 2021 року висунув свою кандидатуру на виборах губернатора Вірджинії 2021 року.

## Раннє життя та освіта
Гленн Аллен Янгкін народився в Річмонді, штат Вірджинія, 9 грудня 1966 року. Він син Елліс (до шлюбу Квінн) і Керролла Вейна Янгкіна. Його батько грав у баскетбол у команді Дюкського університету, працював у бухгалтерії та фінансах. Коли Янгкін був підлітком, сім'я переїхала з Річмонда до Вірджинії-Біч. Він відвідував Норфолкську академію в Норфолку, штат Вірджинія, яку закінчив 1985 року. Він отримав численні нагороди з баскетболу в середній школі.
Янгкін навчався в Університеті Райса в Х'юстоні, штат Техас, на баскетбольну стипендію. Він відіграв чотири сезони за команду Owls, що виступала у Південно-Західній конференції баскетбольної ліги Національної асоціації студентського спорту і набрав 82 очки та 67 підбирань у своїй кар'єрі. 1990 року здобув ступінь бакалавра мистецтв у галузі менеджменту та бакалавра у галузі машинобудування. Він відвідував Гарвардську школу бізнесу та здобув ступінь магістра ділового адміністрування (MBA) 1994 року.

## Кар'єра

### Початок кар'єри
Після закінчення навчання в університеті Райса 1990 року Янгкін приєднався до інвестиційного банку First Boston, де займався злиттями та поглинаннями та фінансуванням ринку капіталу. Компанія була викуплена Credit Suisse і стала Credit Suisse First Boston; Янгкін полишив її 1992 року, щоб отримати ступінь МВА.
1994 року, здобувши ступінь MBA, він приєднався до консалтингової компанії McKinsey & Company.

### Робота в Carlyle Group
У серпні 1995 року Янгкін приєднався до приватної інвестиційної компанії The Carlyle Group, що базується у столиці США Вашингтоні, спершу як член відділу з придбання активів 1999 року він був призначений партнером і керівним директором Carlyle. Він керував британською філією відділу з придбання активів (2000—2005) та головним відділом інвестицій у промисловий сектор (2005—2008), розподіляючи свій час між Лондоном та Вашингтоном.
У квітні 2008 року засновники Carlyle попросили Янгкіна відмовитися від укладання угод, щоб зосередитися на ширшій стратегії компанії. 2009 року засновники створили операційний комітет із семи осіб під головуванням Янгкіна, який наглядав за щоденними операціями Carlyle. 2009 року Янгкін разом із Деніелом Акерсоном увійшов до виконавчого комітету фірми, який раніше складався виключно з трьох засновників.
Коли фінансовий директор Carlyle Пітер Нахтвей раптово пішов наприкінці 2010 року, Янгкін став тимчасовим фінансовим директором доки Адену Фрідман не призначили фінансовим директором наприкінці березня 2011 року У 2010 році Янгкін увійшов до керівного комітету компанії. Янгкін був головним операційним директором Carlyle Group з березня 2011 року по червень 2014 року
Янгкін відіграв важливу роль у виведенні Carlyle на біржу, контролюючи первинне публічне розміщення акцій.
У червні 2014 року він став співпрезидентом і операційним співдиректором разом з Майклом Дж. Каванахом, який перейшов до Carlyle Group з JPMorgan Chase. Разом вони допомагали розвивати та реалізовувати ініціативи щодо зростання компанії та керували повсякденною діяльністю компанії. Каванах покинув фірму в травні 2015 року, щоб стати фінансовим директором Comcast, залишивши Янгкіна президентом і головним операційним директором Carlyle.

#### Виконавчий співдиректор
У жовтні 2017 року Carlyle Group оголосила, що її засновники залишаться виконавчими головами в раді директорів, але підуть у відставку з посади повсякденних керівників компанії; з 1 січня 2018 року вони призначили Янгкіна та Кьюсонга Лі. Як співкерівник, Янгкін керував бізнесом Carlyle з нерухомості, енергетики, інфраструктури та інвестиційними рішеннями; Лі керував усім іншим. Янгкін і Лі також увійшли до ради директорів фірми, де вони стали виконавчими співдиректорами.
Під час перебування на посаді співкерівників Янгкіна та Лі вони наглядали за переходом фірми від публічного партнерства до корпорації.
Bloomberg News описав стосунки спільного генерального директора як «незграбні… і все більш запеклі», і Янгкін оголосив про свою відставку після 2,5 років перебування на посаді. У липні 2020 року Янгкін оголосив, що звільниться з Carlyle Group у кінці вересня 2020 року, заявивши про свій намір зосередитися на громадській та політичній роботі. 2020 року Янгкін та його дружина заснували некомерційну організацію Virginia Ready Initiative, що залучала безробітних у штаті до програм професійного навчання і зводила їх із потенційними роботодавцями.

## Вибори губернатора Вірджинії 2021 року
- Youngkin—80–90%
- Youngkin—70–80%
- Youngkin—60–70%
- Youngkin—50–60%
- Youngkin—40–50%

Підсумкові результати в розрізі округів та незалежних міст:

У січні 2021 року Янгкін оголосив, що змагатиметься за висунення його кандидатом від Республіканської партії Вірджинії на посаду губернатора Вірджинії. Особисті статки Янгкіна дали йому можливість самостійно фінансувати свою передвиборчу кампанію на яку він витратив щонайменше 5,5 мільйонів доларів Янгкіна підтримав Тед Круз під час праймериз; Круз описав Янгкіна як близького друга його сім'ї. Раніше Янгкін жертвував на передвиборну кампанію Круза 2018 року.
Янгкін переміг на виборах кандидата на партійному з'їзді 10 травня 2021 року після кількох раундів преференційного голосування на 39 дільницях у всьому штаті. Він переміг шістьох інших кандидатів.. Усі кандидати від Республіканської партії, включно з Янгкіним, наголосили на своїй підтримці Дональда Трампа та трампізму, хоча інші кандидати на номінацію, як-от сенатор штату Аманда Чейз, були найбільш яскраво про-Трампа. Після перемоги у кандидатських виборах Янгкіна підтримав Трамп. Янгкін назвав це схвалення «честю для нього» але намагався відмежуватися від деяких із найзатятіших прихильників Трампа. У жовтні Нью-Йорк Таймс писала, що Янгкін намагався звузити повістку виборів до місцевих проблем штату Вірджинія. Янгкін відкрито боровся як за прихильників Трампа, так і за виборців, що ніколи б не проголосували за нього.
Янгкін зіткнувся з кандидатом від Демократичної партії, колишнім губернатором Террі Мак-Оліффом, на загальних виборах. 12 липня 2021 року Янгкін відмовився зустрічатися з Мак-Оліффом в дебатах Асоціації адвокатів Вірджинії, посилаючись на своє несприйняття як незаангажованої особи модератора Джуді Вудрафф у зв'язку з пожертвою, яку та зробила «Фонду Клінтона-Буша на підтримку Гаїті» 2010 року. Асоціація адвокатів Вірджинії проводила губернаторські дебати на всіх виборах починаючи з 1985 року. Мак-Оліфф і Янгкін два рази провели дебати протягом кампанії.
Янгкін виступав у передвиборній кампанії з Майком Пенсом у серпні, а колишній радник Трампа Стів Беннон висловився на підтримку Янгкіна на жовтневому мітингу, на якому також було представлено відео з виступом Трампа. Янгкін особисто на жовтневому мітинзі не був, хоча подякував організаторам за його проведення. Пізніше він назвав це «дивним і неправильним», коли цей мітинг розпочався з того, що його учасники присягнули на вірність прапору, який, за словами ведучого заходу, майорів «на мирному мітингу з Дональдом Дж. Трампом 6 січня». (див. Штурм Капітолія США 6 січня 2021)
Перемогу Янгкіна в перегонах 2021 року приписували коаліції виборців, що складалася з прихильників Трампа та жителів передмістя, які підтримували Джо Байдена 2020 року.

## Особисте життя
Янгкін живе в Грейт-Фоллз, штат Вірджинія, з дружиною Сюзанною та чотирма дітьми Джоном, Грантом, Анною та Томасом. Станом на вересень 2021 року його статки оцінювали в 440 мільйонів доларів. Янгкін має зріст 200 см. Він християнин і раніше служив у ризниці церкви Святої Трійці в Макліні, штат Вірджинія . Його церква Святої Трійці описує себе як «неконфесійну церкву з англіканським корінням і сучасним харизматичним вираженням».